# Cubit (Einheit)
Der Cubit, auch Arm oder Haut, war ein Längenmaß. Das Maß hatte noch andere Bezeichnungen, wie Cobido, Condu, Covid und Coudée.
| Region                                      | Konver | Meter    | Anmerkungen |
| ------------------------------------------- | --- | -------- | --- |
| Bengalen / Präsidentschaft Madras / Sumatra | - 1 Cubit = 18 Zoll (engl.) = ½ Yard = 202,671 Pariser Linien - 4 Arma/Cubita = 8 Spannen = 24 Hände = 96 Finger = 288 Gerstenkörner/Jowa. | 0,45719  | - Das Maß leitete sich vom Fathom (Nautischer Faden) ab. - Auf Sumatra nannte man den Cubit Esto. - In Bombay nannte man den Cubit auch Covid oder Hath. Die Maße waren wie in den anderen Gebieten, aber er wurde zusätzlich in 16 Tössuhs/Tussous/Tusoos geteilt, das dem Zoll entsprach. - In Kalkutta unterteilte man 1 Cubit/Haut = 2 Gheriahs/Gurahs = 4 Angullos = 12 Jarbes |
| Spanien                                     | 1 Cubit/Covado = 3 Palos = 2 Pes = 24 Pollegadas = 292,575 Pariser Linien                                                                  | 0,66     | In Spanien war der Cubit mit Covado bezeichnet und war ein Ellenmaß. |
| Türkei                                      | 1 Cubit = 416,31 Pariser Linien | 0,9398   | Hier wurde das Ellenmaß auch Guz/Göß genannt. |
| Marokko                                     | 1 Cubit = 236,4 Pariser Linien | 0,533327 | |